# Овернь
Ове́рнь (фр. Auvergne [oˈvɛʀɲ], окс. Auvèrnhe) — бывший административный регион Франции, расположенный на территории Центрального массива. С 1 января 2016 года — часть региона Овернь — Рона — Альпы. Историческая провинция Франции. 
Столица — город Клермон-Ферран (фр. Clermont-Ferrand). Региональные языки — окситанский язык (диалекты — овернский, лангедокский, виваро-альпийский) и бурбонский диалект языка ойль.
Овернь состоит из департаментов Алье, Канталь, Верхняя Луара и Пюи-де-Дом.

## География
Южная часть Оверни преимущественно расположена в горах Центрального массива, образование которого датируется концом палеозойской эры. Очертания массива значительно изменились в кайнозойскую эру из-за реакции на подъём альпийского плато. Общая форма региона представляется в виде карстовой воронки, открытой к северу (равнинные низменности Лимань (фр. Limagnes) и Бурбоннэ (фр. Bourbonnais)) и стянутой на юге (ущелье Алье). Самая высокая точка Оверни и всего Центрального массива — гора Санси (фр. Puy de Sancy) (1886 метров).
Длительное время Овернь находилась в стороне от крупных транспортных магистралей Франции. В наши дни такое ущемление выправилось благодаря строительству трассы A75, соединяющей Парижский бассейн с побережьем Средиземного моря. Однако экономическое развитие региона ощутимо затормозилось после появления этой транспортной артерии, поскольку товары местного производства стали замещаться товарами из других регионов.
В состав Оверни входит четыре департамента Франции:
Алье на севере,
Пюи-де-Дом в центре,
Канталь на юго-западе,
Верхняя Луара на юго-востоке.
Территория департамента Алье примерно соответствует землям бывшего герцогства Бурбон.
Столица Оверни, город Клермон-Ферран, насчитывает вместе с пригородами более 400 000 жителей, что составляет почти одну треть от всего населения региона.
В преддверии региональных выборов 2004 года Валери Жискар д'Эстеном была высказана идея объединения регионов Овернь и Лимузен, которую поддержал премьер-министр Франции того периода Жан-Пьер Раффарен. Однако это предложение было негативно воспринято в Лимузене, поскольку районы Лимож и Брив-ла-Гайард в своём развитии более устремлены к атлантическому побережью.

## История
В Оверни найдены многочисленные следы пребывания доисторического человека: древнейшие грубые изделия из кремня, позднейшие каменные топоры, изящно отделанные и отполированные, бронзовые сабли и кинжалы (сделанные каким-то племенем с удивительно маленькими руками, судя по величине рукояток).

### Земли арвернов
Овернь обязана своим названием могущественному галльскому племени арвернов, под влиянием которого находились земли Лангедока и Аквитании. Именно к арвернам принадлежал Верцингеториг, который в 52 году до н. э. принял титул короля. Его отец, Кельтилл, бывший королём до него, был казнён своими подданными за намерение сделать титул короля наследуемым. Успехи Верцингеторига зимой 53/52 годов до н. э. стали причиной объединения вокруг него всех кельтских племён. Вожди каждого племени в знак верности союзу отправили к нему «заложников» (своего сына или дочь).
В результате проведённых недавно археологических раскопок стало понятно, что столица арвернов могла располагаться на участке между крепостью Герговией, поселением Коран (фр. Corent) и поселением Ольна (фр. Aulnat). Периметр этого участка составляет 35 километров и при помощи экстраполяции можно предположить, что численность населения его центральной части составляла 150 000 человек, а всей территории — 400 000 жителей.
Ряд фактов позволяет утверждать, что племя арвернов было одним из самых богатых и могущественных племён галлов:
- холмистый ландшафт этой местности способствовал дополнительной защите местных укреплений от вторжений различных завоевателей (например, описанная Юлием Цезарем Cebenna);
- многочисленные рудники по добыче золота, серебра и других драгоценных металлов (разрабатывались, как минимум, начиная с 400 года до н. э.);
- высокогорные пастбища, где находились многочисленные стада;
- владение навыками сложных ремёсел и металлургии (в своём сочинении «Записки о Галльской войне» Юлий Цезарь описывает Верцингеторига как воина «с внушительными доспехами, состоявшими из множества сборных серебряных элементов, отражавших солнечный свет»); особенно развита была обработка меди;
- чеканка собственных монет и развитый товарообмен с соседними племенами;
- владение навыками гончарного ремесла (мастерские в Лезу и др.);
- сильное влияние на соседние племена и присоединение к восстанию Верцингеторига кельтского племени эдуев.

Одним из важных исторических событий, имевших место на землях Оверни, стала битва при Герговии, прошедшая предположительно в 12 километрах от города Клермон-Ферран в 52 году до н. э.. Это место удалось косвенно установить на основании записей Цезаря, но надёжных подтверждений этой версии пока не найдено. В этой битве Верцингеториг победил Юлия Цезаря и начал его преследование со своими войсками.
Победа римлян в битве при Алезии (современная коммуна Ализ-Сент-Рен) в Бургундии, главным образом благодаря превосходству римлян в осадной технике и сооружению мощных укреплений римскими легионерами, привела к пленению Верцингеторига и его отправке в Рим. Это сражение стало завершением Галльской войны. Земли арвернов были окончательно покорены римлянами и включены в состав провинции Аквитания. Жители её остались свободными, но римская цивилизация быстро оказала своё влияние на страну: римляне выстроили новый город Августо-Неметум (в наше время Клермон-Ферран), по всей вероятности на месте одного из существовавших в то время поселений арвернов. Повсюду были проложены дороги, началось пользование тёплыми и минеральными источниками. В ходе недавних археологических раскопок была обнаружена каменная нога длиной 60 см, которая была частью статуи высотой 4,5 метра. Эта статуя, вероятно, изображала божество или римского императора.
В V веке известный галло-римский писатель и епископ Клермона Сидоний Аполлинарий предоставил доказательства существования Оверни в конце античной эпохи.

### Овернь в феодальную эпоху
Во время Великого переселения народов Овернь попала в руки вестготов, потом перешла к франкам. В VII веке за территорию Оверни с франками соперничали аквитанские галло-римляне. В 760 году Пипин Короткий, завоевав Аквитанию, взял Клермон и присоединил Овернь к своим владениям. При воцарении династии Капетингов Овернь считала себя совершенно независимой; дошедшая до нас грамота епископа клермонского Этьена III начинается словами: régnante Domino nostro Jesu Christo.
Покорённая каролингами Овернь на время была включена в королевство Аквитания, за исключением аллода, образовавшего графство Орийак (фр. comté d'Aurillac). Это графство было передано отцу Жеро Орийакскому (фр. Géraud d'Aurillac) и больше не зависело от графства Овернь, подчиняясь напрямую королю. Графы Оверни из династии Гильемидов постепенно добивались самостоятельности своих земель. В X веке Овернь стала предметом борьбы между графами Пуатье и графами Тулузы.
Земли графства Овернь в Средние века покрывали территорию современного департамента Пюи-де-Дом, северную половину департамента Канталь и северо-западную треть департамента Верхняя Луара вместе с кантоном Бриуд. Оставшаяся территория Канталя частично находилась во владении аббатства Орийак, и частично находилась под властью виконтов Мийо.
В 1095 году в Клермоне проходил церковный собор, на котором папа Урбан II проповедовал крестовый поход; граф овернский Гильом VI отправился в поход и пробыл на Востоке до 1114 года; его отсутствием воспользовались французские короли, начав вмешиваться во внутренние дела Оверни. По возвращении из похода граф овернский принужден был признать себя вассалом герцога аквитанского, чтобы получить помощь против епископа клермонского, сторону которого держал король Людовик VI.
Феодальная власть в Оверни была очень тверда, что служило причиной дробления политической власти. Епископ Клермона смог изъять свой город из-под власти графов и поэтому они всячески поощряли развитие соседнего города Монферран (сейчас один из девяти кантонов Клермон-Феррана). Позже узурпация власти в графстве стала причиной образования графом, лишённым части имущества, самостоятельного Овернского Дофине.
Вскоре, пользуясь возникшими смутами, усилилось вмешательство королевской власти в дела региона. Король Филипп II Август присоединил большую часть графства к землям короны, установив административный центр королевской Оверни в городе Риом. Оставаясь во владении капетингского дома, Овернь поначалу была отдана в апанаж Альфонсу де Пуатье.
К этому времени относится появление в Оверни городов с общинным самоуправлением, которое они получали или от непосредственных своих сеньоров, или от французских королей. Таких городов насчитывалось 80. Материальное благосостояние Оверни с середины XIV века начинает падать, вследствие войны с Англией. Английские короли заявили притязание и на Овернь, как на часть Аквитании. В Оверни появились целые шайки грабителей, с которыми населению пришлось бороться и после заключения в 1360 году мира в Бретиньи.
В 1360 году король Иоанн Добрый отдал Овернь своему третьему сыну, герцогу Жану Беррийскому, чья дочь впоследствии вышла замуж за герцога Бурбона, который таким образом стал герцогом Оверни.
Герцоги Бурбон через брак получили и Овернское Дофине. В конечном итоге все оставшиеся земли Оверни были конфискованы королём Франциском I в 1527 году.

### Новое время
После окончания Столетней войны Овернь на протяжении целого века погрузилась в религиозные войны. С середины XVI века в Оверни появляется протестантизм; город Иссуар делается очагом Реформации. Ополчения кальвинистов вторглись в Верхнюю Овернь и захватили замки и поселения, принадлежащие католикам, которые затем возвратили в обмен на денежные выплаты. К примеру, капитан Мерле, прочно обосновавшийся в соседнем Жеводане, получил выкуп за Иссуар, но потерпел провал под Сен-Флуром. В ходе этих событий был захвачен город Орийак, и его аббатство было полностью разрушено.
В эти тяжёлые времена король Генрих II не смог подчинить регион полностью. Графство продолжало существовать под названием Вик-ле-Конт. Королева Франции Екатерина Медичи получила по наследству от своей матери последнюю самостоятельную часть графства, и, таким образом, в королевский домен перешло последнее феодальное владение в сердце Оверни.
Дольше, чем во многих других провинциях, здесь продолжалось самоуправство феодальных владельцев, страшно притеснявших своих крестьян и не подчинявшихся центральной власти. В 1665 году король Людовик XIV в ответ на многочисленные жалобы жителей Оверни был вынужден временно учредить в Клермоне и Пюи чрезвычайную судебную комиссию (Grands jours d’Auvergne), задачей которой была защита местного населения от необузданной жестокости и незаконных поборов некоторых должностных лиц и членов знатных семей Оверни.
В XVIII столетии экономическое положение крестьян Оверни существенно улучшилось благодаря политике, проводимой интендантами и субинтендантами Оверни, власть которых пришла на смену власти аббатств. Они развивали сыроделие, сельское хозяйство, стекольное производство, кузницы, а также строили дороги.

### Новейшая эпоха
Во время Великой французской революции в 1790 году историческая провинция Овернь прекратила существование как административная единица.
Наречие овернское стоит на границе наречий d’oc и d’oïl, отличаясь от более южного наречия d’oc, главным образом, произношением буквы c (как ch). В настоящее время различается наречие Верхней Оверни (департамент Канталь) от наречия Нижней Оверни (департаменты Пюи-де-Дом и Верхняя Луара).
В конце XIX века французские географы Пьер Фончин и Поль Видаль де ла Блаш разрабатывали перегруппировку департаментов на основе географических критериев. Они предложили создать так называемый «регион Центрального массива», содержащий департаменты Алье, Крёз, Верхняя Вьенна, Дордонь, Ло, Тарн, Аверон, Лозер, Верхняя Луара, Луара, Пюи-де-Дом, Коррез и Канталь.
5 апреля 1919 года Французский политик Этьен Клементель, бывший уроженцем Оверни, учредил региональные экономические объединения, деятельность которых регулировали Торговые палаты.
Затем, уже в период Четвёртой республики, Франция получила дополнительный административный уровень между уровнем департаментов и национальным правительством. Эти новые административно-территориальные единицы, начиная с 1972 года, стали официально называться регионами. В этот период был образован административный регион Овернь, занимавший большую площадь, чем историческая провинция. В состав этого региона было включено 4 департамента, находившихся в сфере экономического влияния Клермон-Феррана:
- Алье;
- Канталь;
- Верхняя Луара;
- Пюи-де-Дом.

В годы Второй мировой войны город Виши был резиденцией коллаборационистского правительства Французского государства.

## Административное деление
В состав административного региона включены четыре департамента: Алье, Канталь, Верхняя Луара и Пюи-де-Дом.

## Экономика

### Промышленный сектор
Несмотря на бедный внутренний рынок, в Оверни смогли укрепиться многие национальные и международные компании, такие как Michelin (лидер по производству автомобильных шин), Limagrain (мировой лидер в области производства семян), группа Centre-France-La Montagne (региональная ежедневная газета), минеральная вода Volvic (принадлежит группе Danone). Эти компании экспортируют около 75 % своей продукции.
Овернь — промышленный регион, так как доля занятости в промышленности составляет 22 % (110 000 рабочих мест) всего трудоспособного населения, тогда как усредненный показатель по Франции — 18 %.
Основным является сектор производства шин, представленный мировым лидером в этой области — компанией Michelin, юридически и исторически расположенной в Клермон-Ферране. Остальные индустриальные секторы менее развиты, но среди них можно выделить металлургию (Aubert et Duval) и фармакологию (MSD-Chibret).
Овернь — один из наиболее передовых регионов Франции в плане развития научных исследований. Здесь трудится более 8 тысяч ученых в различных областях знаний, таких как: химия, пневматика, медицина, фармакология, агрономия, биотехнологии, сейсмология, металлургия и др.

### Туризм
В регионе высокими темпами развивается экологический туризм, центром которого по праву считается Региональный природный парк вулканов Оверни, где среди множества достойных объектов выделяется самый большой в Европе потухший вулкан Мари (фр. Puy Mary) и вторая по высоте вершина Центрального массива Плом-дю-Канталь (1855 метров) (фр. Plomb du Cantal), для посещения которых разработано множество пеших маршрутов. Попасть на Плом-дю-Канталь также возможно по подвесной канатной дороге.
Парк развлечений Le Pal, расположенный в департаменте Алье возле коммуны Домпьер-сюр-Бебр, привлекает свыше 500 000 посетителей в год, объединяя на своей территории большой парк аттракционов и зоопарк.
Парк отдыха и научно-культурный центр европейской вулканологии Vulcania расположен в департаменте Пюи-де-Дом. Он был открыт для посещения в феврале 2002 года и ежегодно привлекает более 300 000 туристов.
В регионе имеется несколько горнолыжных курортов, из которых основными являются самая старая база Супер Лиоран в горах Канталя, самый современный курорт Супер Бесс и семейная база Мон-Дор в горном массиве Санси. В Оверни также находится несколько участков, отведённых под трассы беговых лыж, к примеру, лыжное хозяйство Гери (фр. Guéry) или база в окрестностях коммуны Паэроль. Также следует обратить внимание на горный массив Мезенк в департаменте Верхняя Луара неподалёку от истока Луары.
Музей, посвящённый истории развития бренда Michelin «L’Aventure Michelin» был открыт 23 января 2009 года в историческом районе Катару города Клермон-Ферран. На 2000 квадратных метрах экспозиции посетителям рассказывается об истории возникновения промышленной группы, её сотрудниках и её изобретениях.
В совокупности в регионе насчитывается более 170 000 туристических койко-мест, расположенных главным образом в кемпингах, гостиницах и меблированных квартирах. Дачи и летние резиденции в Оверни насчитывают 410 000 койко-мест.

### Сельское хозяйство
В сельском хозяйстве Оверни имеется 41 000 рабочих мест, что составляет 8,5 % рабочих мест региона. Этот показатель в два раза превышает средний показатель по Франции.
В гористой части региона Овернь преимущественно развито скотоводство, ориентированное на мясо-молочную продукцию. Именно в департаментах Канталь и Пюи-де-Дом были выведены породы коров Салерс и Обрак (мясное направление).
Большую значимость для региона имеет производство сыров, причём пять сыродельческих хозяйств пользуются защитой национального «Закона о наименованиях контролируемых по происхождению»:
- Блё д'Овернь,
- Канталь (два полутвёрдых варианта),
- Фурм-д’Амбер,
- Салер,
- Сен-Нектер.

В Оверни производится ежегодно около 50 000 тонн сыров, что составляет четверть всех производимых во Франции сыров категории AOP.
В прошлом здесь жил сыродел Антуан Руссель, разработавший технологию производства так называемых голубых сыров, которыми славится Франция. Руссель первым начал вводить плесень в сырную массу. Новый сорт сыра получил название Блё д'Овернь, прославив провинцию на весь мир.
Также необходимо упомянуть возделывание Зелёной чечевицы Ле Пюи (первое растение, получившее национальный сертификат Контроля подлинности происхождения (AOC)) на плоскогорье Велэ в департаменте Верхняя Луара.
Производство говядины широко распространено в департаменте Алье. В восточной части департамента Верхняя Луара производится говядина Fin gras du Mézenc (AOC) из коров, откормленных сеном высокогорных лугов.

## Транспорт
Автомагистрали A71 и A75 Париж — Монпелье — Испания в направлении «север — юг», а также автомагистраль A89 Бордо — Лион — Женева в направлении «запад — восток», пересекаются в Клермон-Ферране, таким образом, соединяя все важные метрополии. После открытия движения по виадуку Мийо в 2004 году чтобы добраться из столицы Оверни до побережья Средиземного моря требуется 2 часа 15 минут.
Качество дорожного покрытия превосходно на всех отрезках сети, что позволяет доехать из Парижа в Мулен или в Клермон-Ферран за 3 часа 30 минут.
Что касается железнодорожного сообщения, то произведённая в 1990 году электрификация путей позволила улучшить сообщение на линии SNCF Париж — Клермон-Ферран, а начало эксплуатации Téoz в сентябре 2003 года сократило время, требуемое на поездку из Парижа в Клермон-Ферран до 2 часов 59 минут. Чтобы добраться из Парижа в Мулен теперь требуется 2 часа 25 минут, в Виши — 2 часа 55 минут, в Риом — 3 часа 20 минут, в Монлюсон — 3 часа 30 минут. Города Орийак и Ле-Пюи-ан-Веле не имеют прямого сообщения с регионом Иль-де-Франс.
Аэропорт Клермон-Ферран Овернь является региональным хабом авиакомпании Air France. Планка в миллион пассажиров в год была преодолена в 2003 году.
Несмотря на всё это развитие транспортной системы, расширение доступности региона ограничилось только долиной реки Алье на севере региона.

## Минеральная вода и бальнеологические курорты
На территории Оверни обнаружено большое количество источников богатых минеральными солями. Воды некоторых из них выпущены в продажу. Наиболее известной продаваемой маркой является бутилированная вода Volvic, в рекламной стратегии которой прослеживается геологическое достояние региона.
Небольшой городок Виши, начиная с середины XIX века, под влиянием Наполеона III приобрёл славу «королевского курорта».
Открытый в 1875 году бальнеологический курорт Ля Бурбуль в департаменте Пюи-де-Дом после обнаружения горячих целебных источников поначалу был в центре туристического внимания, достигнув своего расцвета в 1900-х годах, когда курорт ежегодно посещало 10 000 отдыхающих. В наше время поток курортников существенно ослаб.